# Эйбушиц, Семён Семёнович
Семён Семёнович Эйбушиц (Эйбушитц) (24 июня 1851 или 12 июня 1851, Краков — 4 июля 1898 или 22 июня 1898, Москва) — российский архитектор, автор многих сооружений в Москве.

## Биография
Подданный Австрии, первоначально иудейского, затем евангелическо-реформатского исповедания. В 1877 году Эйбушиц получил в Московском училище живописи, ваяния и зодчества звание неклассного художника архитектуры. Некоторое время работал помощником архитектора А. С. Каминского. В 1879—1882 и с 1887 года работал агентом Комитета о просящих милостыню, безвозмездно осуществлял надзор за постройкой и ремонтом работного дома. В 1887 году С. С. Эйбушиц получил российское подданство. В 1881—1891 гг. служил архитектором Московского земельного банка. С 1890 г. работал архитектором Мариинского училища. В 1890—1893 годах помощником Эйбушица работал Л. Н. Кекушев, который принял участие в ряде построек архитектора. В начале 1890-х годов Эйбушиц был востребован в среде состоятельных заказчиков и являлся самым высокооплачиваемым московским архитектором.
С. С. Эйбушиц — архитектор Московской хоральной синагоги в Спасоглинищевском переулке. По его проекту построено здание Международного торгового банка на углу Рождественки и Кузнецкого Моста в Москве.
Похоронен в Москве на Введенском кладбище (8 уч.). Могила С. С. Эйбушица является выявленным объектом культурного наследия.

## Постройки в Москве
- 1879 — Доходный дом, Тверской бульвар, 17, строение 1, 2, ценный градоформирующий объект[4];
- 1883 — Доходный дом Сегалова, Арбатская площадь, 1/2 (снесён в 2003 году)[3];
- 1884 — Особняк М. С. Гольденвейзера, Гранатный переулок, 3, правое строение[3];
- 1884 — Перестройка дома купцов Живаго, Большая Дмитровка, 12/1 — Дмитровский переулок, 1/12[4][3];
- 1886 — Главный дом с флигелями и службами Шаховских (Красильщиковых), совместно с А. С. Каминским, Моховая улица, 12[4];
- 1887 — Доходный дом А. П. Нилуса — Х. Д. Спиридонова — С. В. Давыдовой, Мясницкая улица, 34, выявленный объект культурного наследия[4][3];
- 1887 — павильон Абрикосова, Тверской бульвар[5] (не сохранился);
- 1887—1888 — Пассаж Постниковых, Тверская улица, 5[3];
- 1888 — Дом Малахова, Тверская улица (не сохранился)[3];
- 1889—1893 — Доходный дом и бани наследниц Хлудовых, при участии Л. Н. Кекушева, Театральный проезд, 3/1/2 — Рождественка, 1 — Неглинная улица, 2 стр. 2[3];
- 1889 — Доходный дом, Ленивка, 2[3];
- 1890 — Доходный дом, Большая Лубянка, 26;
- 1895 — Перестройка дома, Малый Гнездниковский переулок, 9/8[3];
- 1895 — Московская хоральная синагога, Большой Спасоглинищевский переулок, 10;

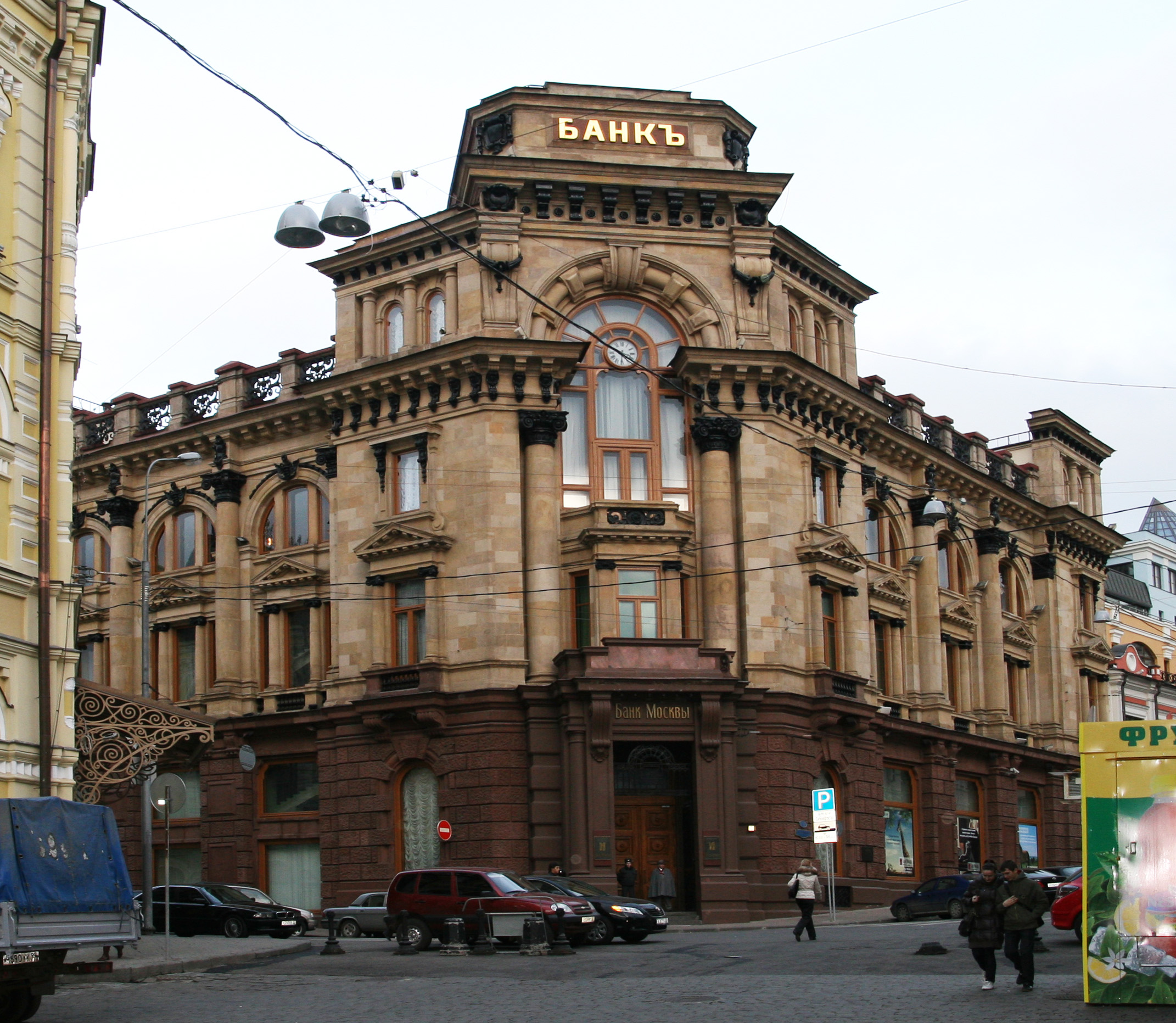
Московский международный торговый банк

- 1895—1898 — Московский международный торговый банк, Кузнецкий мост, 15/8 — Рождественка, 8/15[3], объект культурного наследия регионального значения[4];
- 1896—1898 — Доходные дома Х. Д. Спиридонова — С. В. Давыдовой, Мясницкая улица, 13, строения 1, 3, 5, 10[4][3];
- 1897 — Особняк Гиршмана, улица Жуковского, 10[3];
- 1898 — Училище И. И. Фидлера, улица Макаренко, 5/16 — улица Жуковского, 16/5[3];
- 1898 — Перестройка дома, Варварка, 4 (не сохранился)[3];
- ? — Городская усадьба Венедиктовых — Шнаубертов — Б. Ш. Моносзона, Колпачный переулок, 14/5 — Хохловский переулок, 5/14, объект культурного наследия регионального значения[4].